# Mikael Nordin
Mikael Nordin, född 26 oktober 1976 i Herrljunga, död 1 februari 2022, var en svensk innebandyspelare.
Mikael Nordin började spela innebandy för Herrljunga IBK 1990. År 1994 bytte han från Herrljunga IBK till IBF Horsby för att redan året efter bli proffs i Pixbo IBK. I Pixbo vann han poängligan med 61 mål och 59 assist. Warberg IC rekryterade sedan Nordin där han vann poängligan fem år i rad. Vid 43 års bestämde sig Mikael att lägga klubban på hyllan, detta gjorde han efter vunnit poängligan återigen i division 3 Västra Götaland.